# Hôtel de Senesterra
L'hôtel de Senesterra est un édifice situé dans la ville de Perpignan, dans les Pyrénées-Orientales en région Occitanie.

## Histoire
La porte sur rue, porte sur vestibule, porte au départ de l'escalier, les façades sur cour avec les arcs portant escalier et galerie, la porte sur galerie et fenêtre à la suite sont classés au titre des monuments historiques par décret du 23 mars 1928. 

## Description
La façade sur rue s'ouvre par une porte charretière en plein cintre.